# 阿拉斯区
阿拉斯区（法語：Arrondissement de Arras）是法国加来海峡省所辖的一个区。总面积2245.3平方公里，总人口249196，人口密度111人/平方公里（2018年）。主要城镇为阿拉斯。

## 辖区
阿拉斯区辖有357个市镇。